# Hy Cương
Hy Cương là một xã thuộc thành phố Việt Trì, tỉnh Phú Thọ, Việt Nam.

## Địa lý
Xã Hy Cương nằm ở phía Tây của thành phố Việt Trì.
Phía đông giáp xã Kim Đức và phường Vân Phú
Phía Tây giáp xã Tiên Kiên, huyện Lâm Thao
Phía Nam giáp xã Chu Hóa
Phía Bắc giáp xã Phù Ninh, huyện Phù Ninh.
Xã có diện tích 7,03 km² trong đó có hơn 5,00 km² thuộc khu di tích lịch sử Đền Hùng, dân số năm 2006 là 4.760 người, mật độ dân số đạt 595 người/km². Lưu trữ ngày 1 tháng 1 năm 2013 tại Wayback Machine

## Di tích lịch sử
Xã Hy Cương được xem là một trong những điểm hành hương quan trọng của người Việt Nam vì nơi đây có Đền thờ và mộ tổ Vua Hùng. Nơi đây cũng được xác định như khu vực của trung tâm nhà nước Văn Lang cổ xưa, có nhiều di tích thờ Hùng Vương, gia quyến và các tướng lĩnh thời Hùng Vương, là nơi bảo tồn được bản Ngọc phả quý với tên gọi đầy đủ là Hùng đồ thập bát diệp thánh vương Ngọc phả cổ truyện do Hàn lâm viện Trực học sĩ Nguyễn Cố biên soạn vào năm Nhâm Thìn niên hiệu Hồng Đức thứ 3 (1472) đời vua Lê Thánh Tông, Hàn lâm Thị độc Nguyễn Trọng trùng đính vào năm Canh Tý niên hiệu Hoàng Định thứ nhất (1600) đời vua Lê Kính Tông và Lễ phiên Lê Đình Hoan phụng sao. Ngọc phả ghi đầy đủ về 18 đời vua Hùng, còn ghi đầy đủ danh tính của 100 người con từ bọc trứng do Quốc mẫu Âu Cơ sinh ra.